# Johannes Bündgens
Johannes Bündgens (ur. 2 kwietnia 1956 w Eschweiler) – niemiecki duchowny rzymskokatolicki, biskup pomocniczy Akwizgranu w latach 2006-2022.

## Życiorys
Święcenia kapłańskie otrzymał 10 października 1980 i został inkardynowany do diecezji akwizgrańskiej. Był m.in. ojcem duchownym uniwersytetu w Bonn i kolegium Leonianum w tymże mieście, ojcem duchownym akwizgrańskich diakonów stałych oraz dziekanem dekanatu Heimbach.
15 marca 2006 papież Benedykt XVI mianował go biskupem pomocniczym diecezji akwizgrańskiej, ze stolicą tytularną Árd Carna. Sakry biskupiej udzielił mu bp Heinrich Mussinghoff. W diecezji odpowiadał za działalność Caritasu.
8 listopada 2022 papież Franciszek przyjął jego rezygnację z urzędu.